# Еуфема
Еуфема је у грчкој митологији било име више личности. 

## Етимологија
Име Еуфема има значење „религиозна смиреност“.

## Митологија
- Била је кћерка Хефеста и Аглаје, персонификација речитости (елоквенције).[2] Била је дух или демон речи доброг знамења, одобравања (акламације), похвале, аплауза и узвика тријумфа. Њена супротност је била критика (Мом). Са својим сестрама Еуклејом, Еутенијом и Филофросином је највероватније чинила групу млађих харита, односно грација.[3]

- Еуфема је била нимфа са планине Хеликон у Беотији у централној Грчкој, вероватно кћерка речног бога Термеса.[4] Она је одгајила музе, а према неким изворима и малог Зевса.[5] Њу је волео Пан и са њим је имала сина Крота, који је био пратилац муза. Ова нимфа, чије је име означавало и доброг говорника, највероватније је била најада са хеликонских извора, за чије воде се веровало да инспиришу песнике. Можда је била идентификована са Аганипом.[4] О њој су писали Хигин и Паусанија.[5]
- Према Хигину, била је једна од Данаида, удата за Хипербија.[6]